# Tào Quốc Cữu

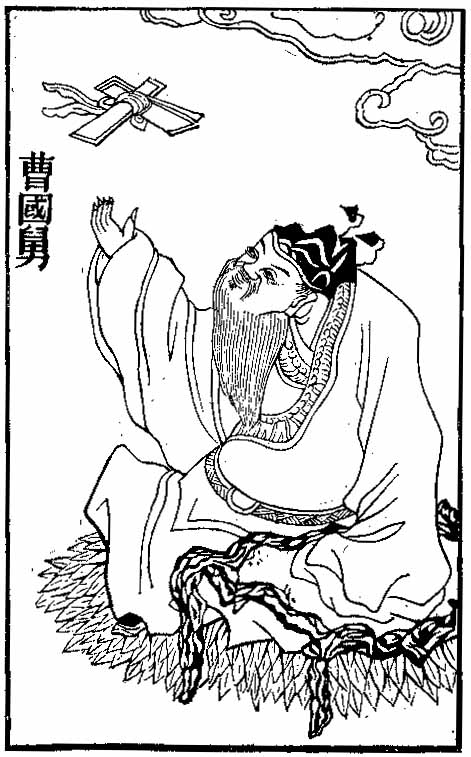
Tào Quốc Cữu

Tào Quốc Cữu (tiếng Trung: 曹國舅, bính âm: Cáo Guó Jiù, Wade-Giles: Ts'ao Kuo-ch'iu) là một trong số 8 vị Tiên (Bát Tiên) của Đạo giáo. Một thuyết cho rằng ông là em trai Từ Thánh Quang Hiến Tào hoàng hậu của Tống Nhân Tông nhưng các thuyết lại đưa ra các thông tin khác nhau về quê quán của ông. Có thuyết cho rằng ông là người Chân Định (nay là Ninh Tấn, Hình Đài, tỉnh Hà Bắc), do Từ Thánh Quang Hiến Tào hoàng hậu là người Chân Định, nhưng lại có thuyết cho rằng ông là người Từ Châu (nay là Từ Châu, tỉnh Giang Tô). Tên của ông có thể là:
- Tào Dật (曹佾), tự Công Bá (公伯).
- Tào Cảnh (曹景)
- Tào Cảnh Hưu (曹景休)
- Tào Hữu (曹友).

## Có thực hay hư cấu
Trong ghi chép lịch sử, có một vài hậu phi họ Tào của nhà Tống, nhưng chỉ duy nhất có một người là hoàng hậu. Đó là Từ Thánh Quang Hiến Tào hoàng hậu (慈聖光獻皇后) (1015-1079), vợ hoàng đế Tống Nhân Tông và bà không có con.
Tuy nhiên, điều này không có nghĩa là sự tồn tại lịch sử của "Tào quốc cữu" là không thể hay chắc chắn là có, do trong tiếng Trung, từ 舅 (cữu) có thể là "cậu" theo nghĩa là anh/em trai của mẹ hoặc "cậu" theo nghĩa là anh/em trai của vợ. Đôi khi để phân biệt hai nghĩa này thì từ "thê cữu" (妻舅) hay "cữu tử" (舅子) được sử dụng để chỉ đó là anh/em trai vợ. Từ Thánh Quang Hiến Tào hoàng hậu có người em trai là Tào Dật, được ghi lại trong sử sách, một người tính tình ôn hòa, thông hiểu âm luật, thích sáng tác thơ ca. Ông có tước phong tới Tế Dương quận vương, chết năm 72 tuổi thời Tống Triết Tông (trị vì 1067-1085) và sau khi chết được truy phong Nghi vương, nhưng không thấy ghi chép gì về việc ông này mến mộ, ưa thích các tư tưởng của Đạo giáo. Bên cạnh đó, cũng theo Tống sử thì Tào Dật có em trai là Tào Giai (曹偕) tự Quang Đạo, con là Tào Bình (曹評) và Tào Dụ (曹誘), không có gì trùng với nhân vật Cảnh Thực trong truyền thuyết như dưới đây.
Ngoài ra, tên của Tào Quốc Cữu trong Đạo giáo là Tào Dật có thể chỉ là sự thêm thắt sau này.

## Truyền thuyết

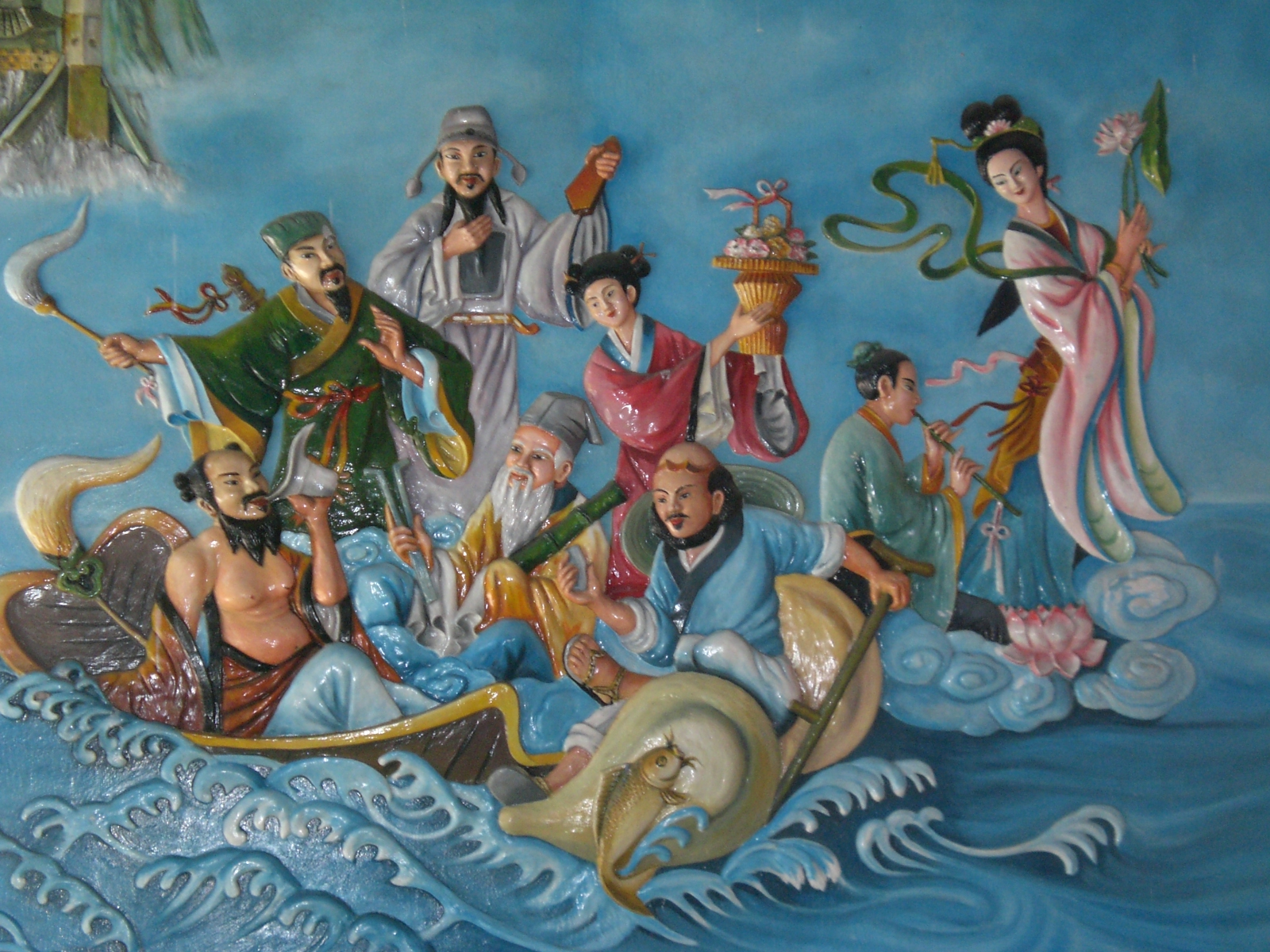
Hình bát tiên tại Huế. Tào Quốc Cữu là người mặc áo trắng, tay cầm thẻ bài.

Tào Quốc Cữu có người em trai là Tào Cảnh Thực (曹景植), một kẻ ác ôn, nhưng không ai dám động tới do ai cũng biết vị thế của ông này, kể cả sau khi ông này giết chết một tú tài để chiếm đoạt người vợ đẹp của người đó. Oan hồn của tú tài đến tố cáo với Bao Công và được Bao Công chuẩn cho tra xét. Tào Quốc Cữu biết được việc này liền mách cho em trai mình phải giết vợ tú tài này nhằm trừ hậu họa. Tào Cảnh Thực ném người vợ tú tài xuống giếng nhưng không chết và trốn thoát được. Thật không may là người này lại gặp phải Tào Quốc Cữu, nhưng tưởng nhầm là Bao Công nên đã tố cáo Tào Cảnh Thực trước mặt Tào Quốc Cữu. Tào Quốc Cữu sợ quá, sai thủ hạ lấy roi sắt đánh đến chết vợ tú tài rồi vứt xác ra đường. Tuy nhiên, người này không chết, sau khi tỉnh lại đã đến chỗ Bao Công kêu oan. Sau khi tra hỏi rõ, Bao Công giả bệnh. Khi anh em Tào Quốc Cữu đến thăm Bao Chửng thì ông cho vợ tú tài xuất hiện, tố cáo tội ác của hai người này. Cả hai quốc cữu đều bị bắt nhốt vào thiên lao của phủ Khai Phong, chờ ngày xử trảm. Tào hoàng hậu cùng Tống Nhân Tông đều đến xin tha cho anh em Tào Quốc Cữu, nhưng Bao Công không tuân lệnh. Tống Nhân Tông ban lệnh đại xá thiên hạ. Không còn cách nào, Bao Công buộc phải thả anh em Tào Quốc Cữu (có phiên bản nói Tào Cảnh Thực bị chặt đầu).
Sau khi được tha ra, quá xấu hổ về hành vi độc ác của mình, Tào Quốc Cữu bỏ nhà vào núi tu tâm học đạo. Một ngày kia ông gặp Hán Chung Li và Lã Động Tân. Hai vị tiên này hỏi ông "thứ mà ngươi đang tập luyện là gì". Ông trả lời "thứ mà tôi tu tập là đạo". Hai vị tiên cười hỏi "đạo ở nơi đâu". Ông chỉ tay lên trời nói "đạo tại trời". Hai vị tiên lại hỏi "trời ở nơi nào". Ông chỉ tay vào tim và đáp "trời tại tâm". Hán Chung Li và Lã Động Tân vừa ý bèn nói "tâm tức là trời, trời tức là đạo, nhà ngươi đã thông hiểu chân lý của đạo" và ban cho ông "hoàn chân bí chỉ". Ông thành tâm tu luyện, chẳng bao lâu hóa thành tiên.

## Minh họa
Ông được minh họa như là một người mặc quan phục với thẻ bài bằng ngọc. Đôi khi ông cũng cầm phách. Thẻ bài ngọc của ông có tác dụng làm trong sạch môi trường. Tào Quốc Cữu được coi là vị tiên bảo trợ cho các nghệ sĩ.